# لويز هولكومب
لويز هولكومب (بالإنجليزية: Louise Holcombe)‏ هي راكبة الكنو أمريكية، ولدت في 17 مارس 1954.

## وصلات خارجية
- لويز هولكومب على موقع أوليمبيديا (الإنجليزية)